# لغة واريكينا
لغة واريكينا (بالإنجليزية: Warekena language)‏ هي لغة أراواكية في البرازيل وبلدية ماروا في فنزويلا.